# Виджи
Виджи или Уиджи (англ. Weegee, Wee Gee) — псевдоним Артура Феллига (12 июня 1899 — 26 декабря 1968), американского фотожурналиста и мастера документальной фотографии, прославившегося фоторепортажами о ночной жизни Нью-Йорка периода Великой депрессии и сухого закона. Один из основоположников уличной фотографии, Виджи работал, как независимый репортёр, фотографируя в Нижнем Ист-сайде на Манхэттене криминальную хронику и повседневную жизнь разных слоёв общества.
В 1938 году Виджи стал первым в истории гражданским лицом, получившим разрешение на коротковолновой радиоприёмник полицейского диапазона. Прослушивая радиообмен отделения, с которым сотрудничал, он часто оказывался на месте происшествия раньше всех экстренных служб, не говоря уже о конкурентах. Репортёр оставил после себя более 20 000 фотоснимков, многие из которых стали культовыми.

## Биография
Виджи родился под именем Ашер Феллиг англ. Asger (Usher) Fellig в городе Золочев, относившемся в тот момент к Австро-Венгерской провинции Галиция (в настоящее время город находится в Львовской области Украины). В 1910 году вместе с семьёй эмигрировал в США, и в момент регистрации на острове Эллис поменял имя на Артур. В возрасте 14 лет мальчик бросил школу и начал работать, чтобы поддержать семью. Работал помощником официанта, мойщиком посуды, а затем ассистентом коммерческого фотографа нью-йоркской студии Ducket & Adler. Какое-то время Феллиг был уличным фотографом, а в 1924 году получил место фотолаборанта в агентстве Acme Newspictures, переименованном позднее в United Press International. После дневной работы в лаборатории, по ночам Артур брал в руки фотоаппарат и снимал ночную жизнь, оттачивая профессиональные навыки. В 1935 году Виджи уволился, став независимым фоторепортёром, сотрудничающим с манхэттенским отделением полиции.

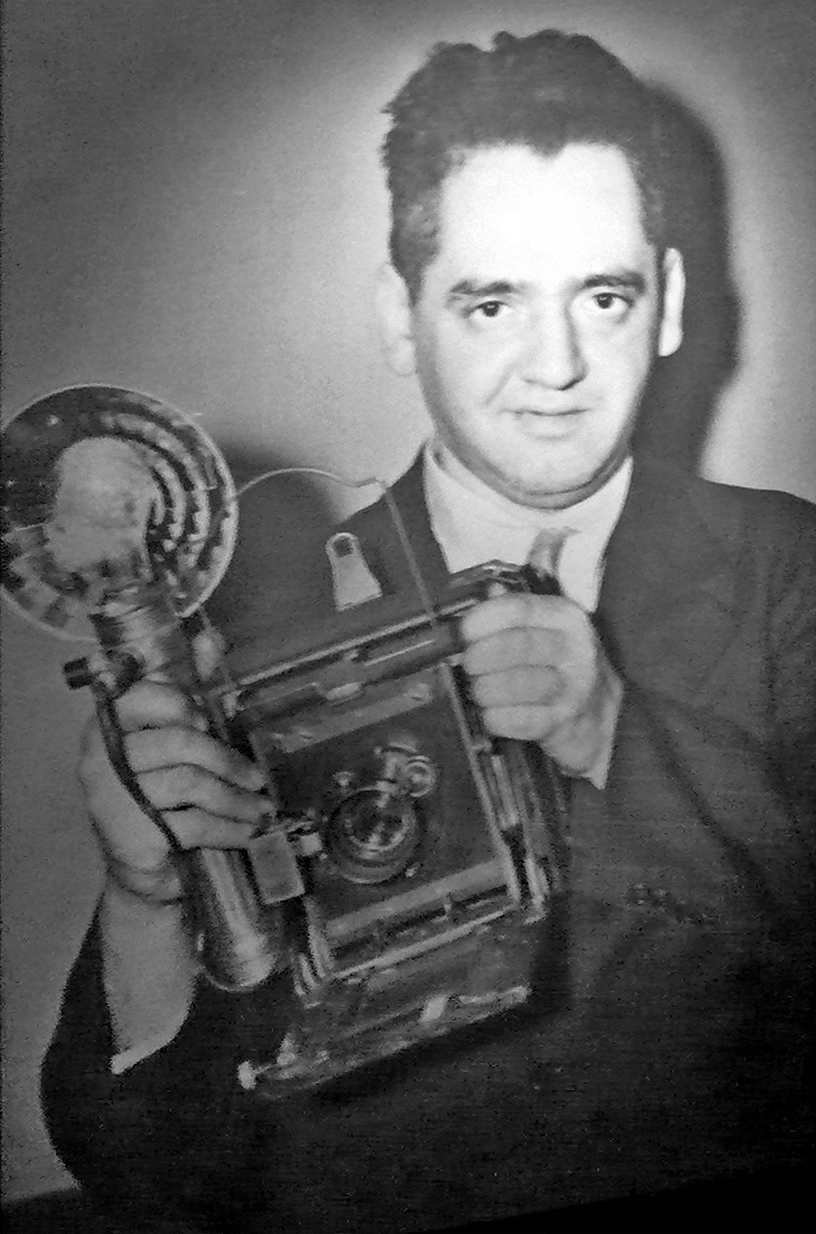
Портрет Виджи. Примерно 1945 год

Проводя в своей машине Chevy Coupe целые ночи, Виджи слушал полицейскую волну, узнавая о наиболее интересных событиях раньше всех. Снятые им в этот период фотографии ночных происшествий предназначались для таблоидов и агентств фотоинформации, штатные фотографы которых не успевали добраться до места события. Опережать конкурентов Феллигу удавалось также за счёт обработки негатива и печати фотографий в портативной фотолаборатории, организованной им в багажнике собственного автомобиля. В результате, ночные снимки удавалось продать газетам, выходившим наутро после события. Это лучшим образом сочеталось с потребностями «жёлтой прессы», остро нуждавшейся в оперативной фотоинформации о «горячих» новостях. Техника съёмки Виджи была стандартной для эпохи: он пользовался распространённой пресс-камерой «Спидграфик» (англ. Graflex Speed Graphic) формата 4×5 дюймов. Большинство снимков сделаны с закрытой до f/16 диафрагмой на выдержке 1/200 секунды со вспышкой для одноразовых фотобаллонов. При этом съёмка нормальным объективом велась с расстояния 3 метра, давая средний план, популярный у бильдредакторов.
Вскоре после начала самостоятельной карьеры Виджи стал постоянным автором таких газет, как New York Herald Tribune, New York Post, New York Journal American, The Sun и других, печатавших его фотографии пожаров, автокатастроф и убийств. Первая персональная выставка «Виджи: убийство — мой бизнес» прошла в Нью-Йорке в 1941 году. Спустя два года пять фотографий приобрёл Нью-Йоркский музей современного искусства, включив их в экспозицию Action Photography. После этого последовали заказы от журналов Life и Vogue. В 1945 году издана первая книга «Обнажённый город» (англ. Naked City), название которой было куплено кинопродюсером Марком Хеллингером, снявшим через три года одноимённый фильм. В дальнейшем это же название использовалось для телесериала и рок-группы.
В 1947 году Виджи женится и переезжает в Голливуд, где сотрудничает с киностудиями. Фотограф пробует самостоятельно снимать узкоплёночные фильмы и подрабатывает техническим консультантом на кинокартинах, иногда снимаясь в эпизодических ролях. Через два года после развода Феллиг возвращается в Нью-Йорк, где в 1952 году начинается новый период его творчества в качестве фотографа. Это время Виджи посвятил съёмке «искажённых» портретов знаменитостей, для которых он использовал разнообразные оптические насадки на объектив. Также Феллинг занимался созданием карикатур на общественных и политических деятелей. В 1957 году, заболев диабетом, Виджи переехал на 47-ю улицу к социальной работнице Вилме Уилкокс, которая ухаживала за фотографом и впоследствии сохранила его архив. Одновременно с занятиями фотографией он работает консультантом и штатным фотографом кинофильма «Доктор Стрейнджлав, или Как я перестал бояться и полюбил бомбу» своего земляка Стенли Кубрика.
До своей смерти в 1968 году репортёр часто ездил в Европу, снимая для «Daily Mirror» и других журнальных и книжных фотопроектов. В СССР первая выставка Виджи прошла во время его лекционного турне в 1959 году.

## Наследие
Большинство искусствоведов считают Виджи американским аналогом Брассаи, снимавшего ночную жизнь Парижа. Излюбленные Феллигом темы нудистов, цирковых артистов, фриков и других людей улицы в начале 1960-х годов получили развитие в творчестве Дайаны Арбус.
В 1980 году компаньонка фотомастера Вильма Уилкокс при содействии Сидни Каплан, Аарона Роуз и Ларри Сильвера сформировали портфолио Виджи, создав уникальную коллекцию отпечатков с его оригинальных негативов. Как законная правопреемница, Уилкокс подарила фотоархив, состоящий из 16 тысяч снимков и 7 тысяч негативов, Международному Центру Фотографии (англ. International Center of Photography, ICP) в Нью-Йорке. Этот акт дарения и перехода авторских прав, совершённые в 1993 году, в дальнейшем позволили создать несколько книг и выставок. Среди них фотоальбомы «Мир Виджи» (англ. Weegee's World, 1997) под редакцией Майлза Барта и «Неизвестный Виджи» (англ. Unknown Wegee, 2006), составленная Синтией Янг. Первой и самой крупной стала выставка «Мир Виджи: жизнь, смерть и человеческая драма» (англ. Weegee's World: Life, Death and the Human Drama), смонтированная в 1997 году. За ней в 2002 году последовала выставка трюковой фотографии (англ. Weegee's Trick Photography), а 4 года спустя открылась экспозиция «Неизвестный Виджи» (англ. Unknown Weegee), собравшая более поздние фотографии без традиционного преобладания криминальных сюжетов.
В 2005 году в московской «Галерее Гари Татинцяна» экспонировались 40 работ самого интересного «манхэттенского» периода мастера. В 2009 году венская арт-галерея Kunsthalle Wien открыла выставку под названием «Лифт на виселицу» (англ. Elevator to the Gallows), в которой инсталляции современного художника Бэнкса Виолетта соседствовали с ночными фотографиями Виджи.
В 2012 году нью-йоркская ICP открыла ещё одну выставку Виджи под названием «Убийство мой бизнес» (англ. Murder Is My Business). В том же году в московском Мультимедиа Арт Музее была открыта выставка «Обнаженный город: Нью-Йорк, Лос-Анджелес». Автобиография фотографа, впервые опубликованная в 1961 году под заголовком «Виджи о Виджи», в 2013 году переиздана под новым названием: «Виджи: автобиография» (англ. Weegee: The Autobiography). В 2014 году в австрийском Дорнбирне завершила работу выставка «Виджи: как фотографировать труп» (англ. Weegee. How to photograph a corpse), висевшая в залах Flatz Museum больше года. Кроме оригинальных авторских отпечатков, экспозиция предоставила зрителям множество газет и журналов, вышедших в годы создания опубликованных в них снимков Виджи.